# Sengonbugel
Sengonbugel is een bestuurslaag in het regentschap Japara van de provincie Midden-Java, Indonesië. Sengonbugel telt 4528 inwoners (volkstelling 2010).